# Torre dell'Elefante
Torre dell'Elefante (italijansko 'Slonov stolp') je srednjeveški stolp v Cagliariju na južni Sardiniji v Italiji. Stoji v zgodovinski četrti mesta Castello.

## Zgodovina
Stolp je leta 1307, v času pisanske prevlade nad mestom, zgradil sardinski arhitekt Giovanni Capula, ki je dve leti prej zasnoval tudi Torre di San Pancrazio, pa tudi Torre dell'Aquila, delno uničen v 18. stoletju in je zdaj vključena v Palazzo Boyl. Stolp je bil zaradi neizbežne aragonske invazije na otok del mestnih utrdb, vendar je bil leta 1708 poškodovan zaradi angleškega bombardiranja, leta 1717 zaradi španskih topov, dokončno pa je izgubil zgornji del leta 1793 med francoskim napadom.
Leta 1328 je bila severna stran stolpa zaprta za ustvarjanje bivališč in skladišč. V španski dobi je bila stavba uporabljena tudi kot zapor, njena vrata pa so prikazovala odsekane glave zapornikov, ki so bili obsojeni na smrt na bližnji plazueli (sedanja Piazza Carlo Alberto). V okviru tega fenomena je bila v drugi polovici 17. stoletja več let obešena glava markiza Cea, ki je bil vpleten v umor podkralja Camarassa.
Leta 1906 je pod vodstvom inženirja Dionigi Scana potekal projekt obnove s ciljem, da se stolp vrne v prvotni videz, zlasti z odpiranjem strani, ki je bila obzidana v aragonskem obdobju.

## Opis
Stolp je bil zgrajen s treh strani v belem apnencu, pietra forte iz bližnjega Colle di Bonaria; druga stran je bila odprta, po tradicionalnem pisanskem slogu in je imela štiri nadstropja lesenih galerij. Vhod je bil močno ograjen s tremi debelimi vrati in dvema rešetkama. Za obrambo od zgoraj je bil na voljo niz polic za držanje lesene konstrukcije. Stolp ima tudi vrata, ki so skupaj s tistimi iz Torre di San Pancrazio še vedno glavni vhod v četrt 'Castello' v Cagliariju.
Stolp je visok približno 31 metrov, do 35 metrov, če štejemo sam vrh. S strani via Cammino Nuovo doseže višino 42 metrov.
Če prihajate iz via Università ali Cammino Nuovo, lahko ob vznožju stolpa poleg vrat opazite vgraviran kamen, ki navaja, kdaj je bil stolp zgrajen in kdo ga je zgradil. Naprej je mogoče opaziti več grbov iz 14. stoletja, vključno z grbom mesta, skupaj s polico na steni, ki predstavlja majhno skulpturo slona (izbranega kot simbol Pise).